# ایزادورا دانکن
آنجلا ایزادورا دانکن (به انگلیسی: Isadora Duncan)‏ (۲۷ مه ۱۸۷۷ – ۱۴ سپتامبر ۱۹۲۷) رقصنده باله اهل سان‌فرانسیسکو در ایالات متحده آمریکا بود. آموزه‌ها و اجراهای وی، موجب شد تا رقص باله از قید و بندها و سختگیری‌های سنتی رها شده و زمینه برای گسترش رقص مدرن فراهم شود، از این رو از دانکن به عنوان مادر رقص نوین یاد می‌شود.
او در حادثه‌ای نادر در تاریخ ۱۴ سپتامبر ۱۹۲۷ در نیس فرانسه جان سپرد؛ سوار بر خودروی کروکی بود که شال گردن ابریشمی بلندش به دور یکی از چرخ‌های خودرو پیچیده و مایه شکستگی گردن او شد.

## سال‌های آغازین
آنجلا ایزادورا دانکن (به انگلیسی Angela Isadora Duncan) در سان فرانسیسکو، کالیفرنیا متولد شد. او کوچک‌ترین فرزند در میان چهار خواهر و برادر بود. پدرش جوزف چارلز دانکن (۱۸۱۹–۱۸۹۸) یک بانکدار و مهندس معدن هنردوست بود. مادرش مری ایزادورا گری (۱۸۴۹–۱۹۲۲) با موسیقی آشنا بود. بلافاصله پس از تولد ایزادورا پدرش ورشکسته و در اجتماع مفتضح شد. والدین او از هم جدا شدند و مادر به همراه فرزندان به اوکلند نقل مکان کردند. در این زمان مادر برای تأمین معاش موسیقی تدریس می‌کرد.
ایزادورا مدرسه را بسیار محدودکننده یافت. او به زودی مدرسه را رها کرد و به همراه خواهرش به تعلیم باله به خردسالان پرداخت. تعلیم باله کمکی به وضع مالی خانواده بود.
در سال ۱۸۹۵ دانکن به کمپانی تأتر آگوستین دیلی در نیویورک پیوست. فرم هنری ارائه شده در تأتر او را به زودی سرخورده کرد. دانکن در ۱۸۹۹ به سمت اروپا حرکت کرد و ابتدا در لندن و سپس در پاریس ساکن شد. طی دو سال او طعم موفقیت و شهرت در رقص حرفه‌ای را چشید.

## زندگی حرفه‌ای

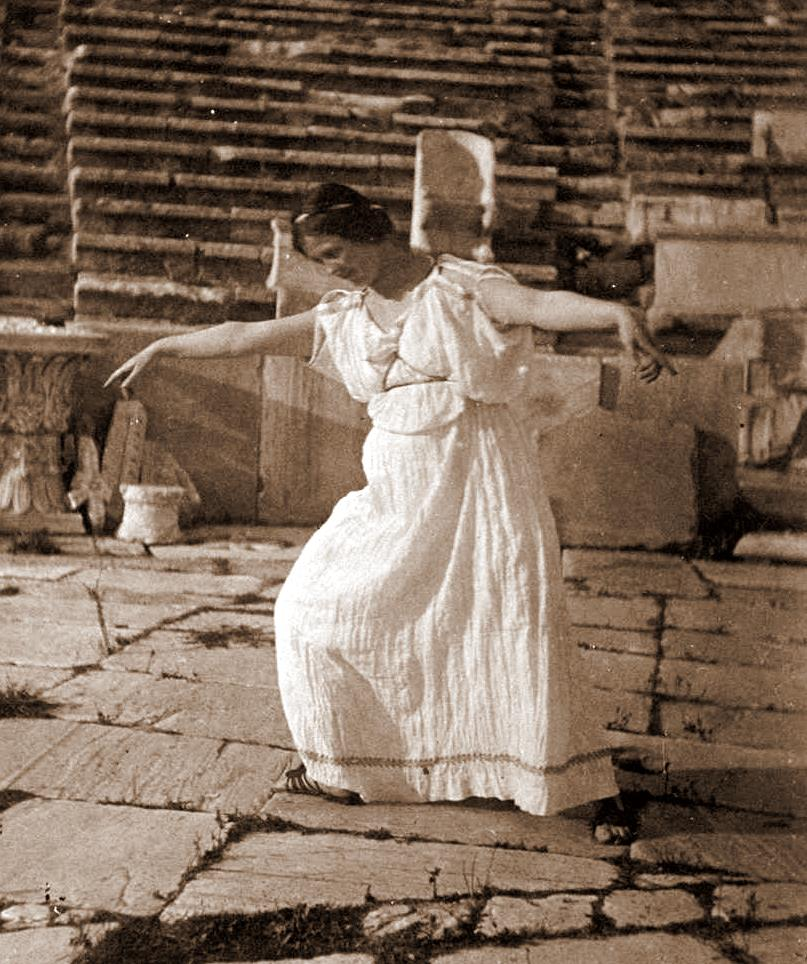
دانکن در حال اجرای برنامه در تئاتر باستانی دیونیسوس، آتن، ۱۹۰۳

جوّ بوهمی (اصطلاحی برای توصیف انواع نو جو و نامتعارفی از هنر در سال‌های آغازین قرن بیستم) در محله مونپارناس رو به توسعه بود و دانکن این را نمی‌پسندید. در ۱۹۰۹ او به دو آپارتمان در یک ساختمان نقل مکان کرد. طبقه همکف خانه او بود و طبقه اول مدرسه رقصش.
دانکن گام‌های کلاسیک باله را نمی‌پذیرفت او تأکید باله بر بیان بداهه، احساسات و فرم‌ها انسانی را نمی‌پسندید و معتقد بود قوانین سخت گیرانه باله در انتخاب حالت و شکل «زشت و غیر طبیعی» است. مکتب رقص او پیروان فراوان یافت و اجازه داد او در گستره وسیعی به تدریس باله بپردازد.
دانکن به قدری معروف شد که برای بسیاری از هنرمندان در رشته‌های مختلف و شاعران و نویسندگان به یک منبع الهام قابل توجه تبدیل شد. هنگامی که تئاتر شانزه لیزه در ۱۹۱۳ تأسیس شد. آنتوان بوردل تصویر او را در تابلوی نقش برجسته ورودی تئاتر قرار داد. چهره او در میان الهه‌گان نه‌گانه هنر (میوزها) در نقاشی ادیتوریم همین تئاتر قابل تشخیص است. این تابلو کار موریس دنیس بود.
در ۱۹۱۶ دانکن به برزیل رفت و با همراهی پیانوی موریس دامسنیل در ریو دو ژانیرو و سائوپائولو برنامه اجرا کرد.
دانکن که با انقلاب نوپای روسیه همدلی داشت، در ۱۹۲۲ به مسکو رفت. اهمیت بین‌المللی او باعث شد امکانات بالقوه هنری و فرهنگی رژیم جدید روسیه در جهان به گرمی مورد توجه و استقبال قرار بگیرد. 

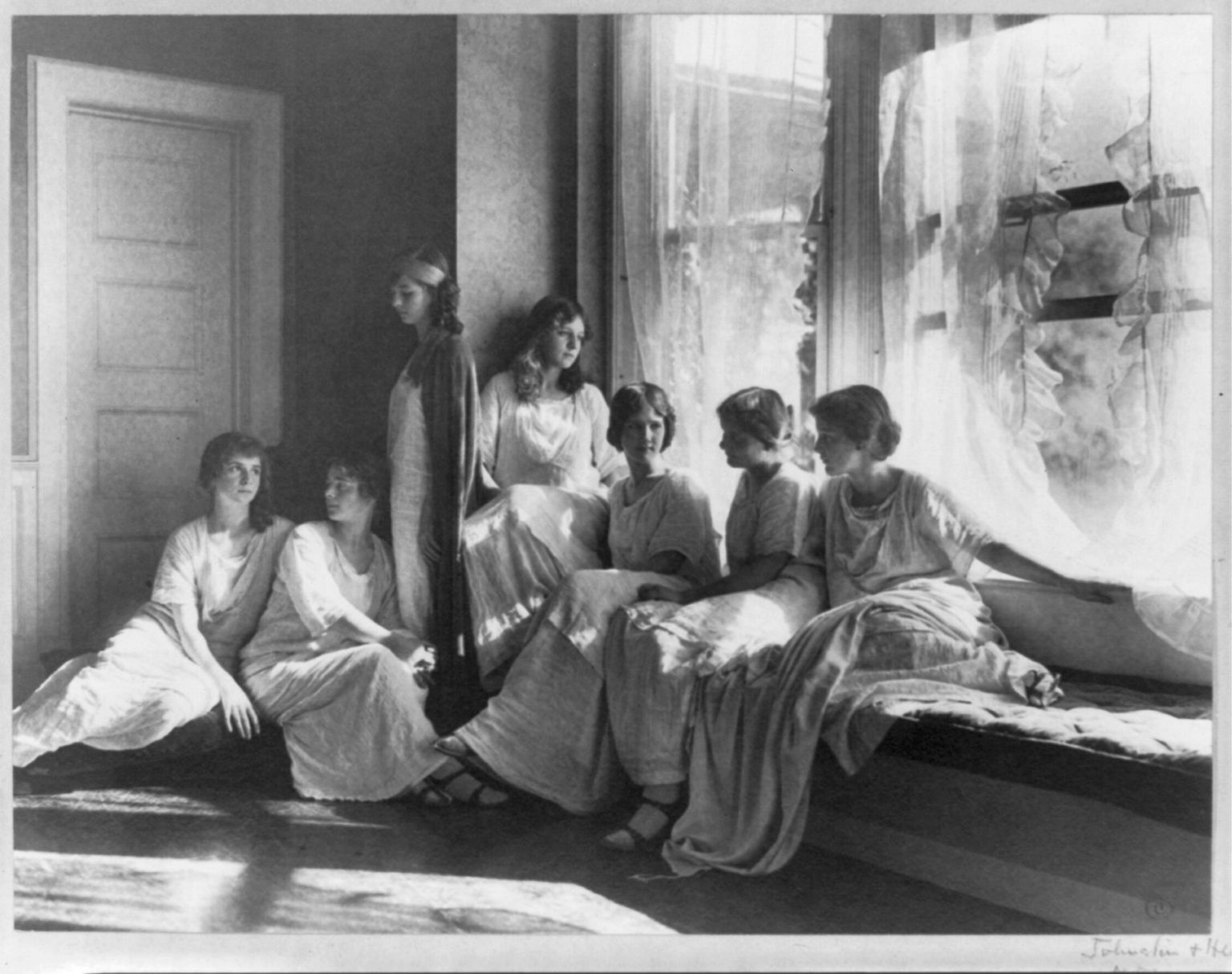
ایزادورابل‌ها

طی زندگی حرفه‌ای، جنبهٔ اقتصادی رقص و اجرای عمومی برای دانکن همواره بی‌اهمیت بود. او امور مربوط به قرارداد و تورها را عاملی می‌دانست که تمرکز بر دو هدف عمده را از بین می‌برد: خلق زیبایی و تعلیم رقصندگان جوان. این آموزگار با استعداد در سه مدرسه به تدریس رقص به دختران می‌پرداخت (او در یک دوره کوتاه و ناموفق از بین پسران هنرجو پذیرفت). اولین مدرسه او در گرانوالد آلمان بود. در این مدرسه ارزشمندترین شاگردان دانکن تعلیم دیدند. ایزادورابلها که نام فامیل دانکن را وام گرفته بودند در اجراهای مهمی به همراه او یا به‌طور مستقل ظاهر شدند. مدرسه دوم که تنها مدت کوتاهی فعال بود در سال‌های منتهی به جنگ جهانی اول در قلعه‌ای خارج از پاریس تأسیس شد. سومین مدرسه او در مسکو آغاز به فعالیت کرد.
آموزش رقص برای دانکن هم باعث غرور و هم مایه اندوه بود. خواهر او، الیزابت دانکن مدرسه واقع در آلمان را دراختیار گرفت. او در شیوه تدریس متأثر از همسر آلمانیش و فلسفه تئوتونیک او بود. لیزا دانکن به‌طور مداوم و برخلاف مرام ایزادورا برای ایزادورابل‌ها اجراهایی در کلوپ‌های شبانه ترتیب می‌داد. از دیگر سو یکی از مهم‌ترین ایزادورابل‌ها، ایرما دانکن که پس از خروج ایزادورا از مسکو در روسیه باقی‌مانده بود مدرسه واقع در مسکو را اداره می‌کرد. او به هنرجویان اجازه می‌داد نمایش‌های عمومی ظاهر شوند و اجراهای تجاری داشته باشند. این امر ایزادورا را عمیقاً آزرده خاطر و عصبانی می‌کرد.

## زندگی خصوصی

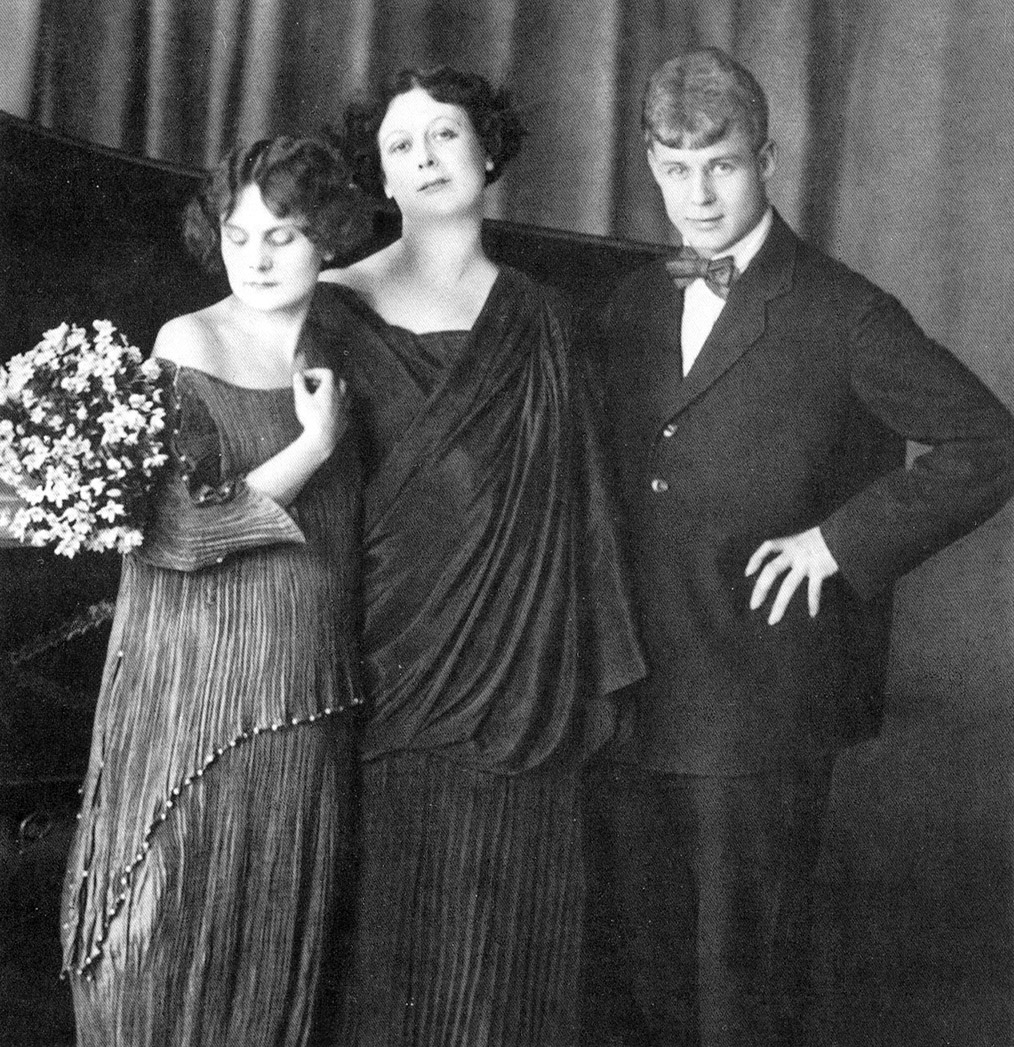
دانکن (وسط) به همراه همسرش یسنین و ایرما یکی از شش ایزادورابل برگزیده. ۱۹۲۲

دانکن به روابط آزاد جنسی اعتقاد داشت. او تا قبل از ازدواجش دارای ۲ فرزند بود. اولین فرزندش دیردر در ۱۹۰۶ متولد شد پدر او گوردن کریگ یک طراح صحنه تئاتر بود. دومین فرزندش پاتریک در ۱۹۱۰ متولد شد، پدر او پاریس زینگر یکی از چندین فرزند ایزاک زینگر مرد صاحب نفوذ صنعت چرخ خیاطیسازی بود. هر دو کودک در سال ۱۹۱۳ در یک حادثه رانندگی کشته شدند. اتوموبیل، آن‌ها را پس از صرف نهار با مادرشان و پاریس زینگر، به خانه بازمی‌گرداند، اما طی حادثه‌ای ماشین به رود سن افتاد و بچه‌ها و پرستارشان کشته شدند.

برای رهایی از عوارض این سانحه دانکن چندین ماه را با خواهر و برادرش در کورفو گذراند. سپس برای مدتی با النورا دوزه بازیگر ایتالیایی در ملکی ساحلی در ویارجو رفت. دوزه به تازگی رابطه‌اش با لیندا پولتی جوان، یک فمینیست عصیانگر همجنسگرا، به پایان برده بود. همین امر به شایعاتی دامن زد که واقعیت رابطه این دو زن را جنسی می‌دانستند. هیج مدرکی برای اثبات این شایعات به دست نیامد. دانکن در اتوبیوگرافی خود آورده که در آن دوران درحالی‌که در اشتیاق داشتن بچه می‌سوخته، به یک جوان ایتالیایی غریبه، رومانو رومانلی مجسمه‌ساز، التماس کرده بود با او بخوابد. دانکن پس از مرگ فرزندانش باز حامله شد. اما نوزاد پسر تنها برای چند ساعت زنده ماند.

دانکن در سال ۱۹۲۲ میلادی با شاعر انقلابی و کمونیست اهل روسیه، سرگئی یسنین ازدواج کرد. او ۱۸ سال از دانکن جوان‌تر بود و به الکل اعتیاد داشت. یسنین طی یک تور دور اروپا با دانکن همراه بود، طی این دوران او تحت تأثیر الکل به رفتارهای خشن دست میزدو در چند مورد نیز به اسباب موجود در اتاق‌های هتلشان آسیب وارد کرده بود. رفتارهای او تأثیر بدی بر وجهه اجتماعی دانکن داشت. ازدواج آن دو دوامی نداشت و نهایتاً در سال دوم ازدواج، یسنین به تنهایی به مسکو بازگشت. او به زودی در یک آسایشگاه روانی بستری شد. یسنین مدتی پس از مرخص شدن از بیمارستان در سال ۱۹۲۵ در ۳۰ سالگی خودکشی کرد.

ایزادورا دانکن دوجنس‌گرا بود، او رابطه طولانی و پرشوری با مرسده دی آکوستا شاعر، نویسنده و فعال اجتماعی آمریکایی داشت. در میان زنانی که با دانکن رابطه عاشقانه داشتند نام لیندا پولتی و ناتالی بارنی، نویسنده آمریکایی مشاهده می‌شود.

## سالهای پایانی
در پایان دوران حرفه‌ای دانکن اوضاع بد مالی، روابط عاطفی جنجالی و مست ظاهر شدنش در انظار عمومی او را به همان اندازه سر زبان‌ها انداخت که زمانی تعلق خاطرش به هنر، او را نزد عموم پرآوازه کرده بود. در سال‌های پایانی او در پاریس یا سواحل مدیترانه در هتل‌هایی زندگی می‌کرد که به اغلبشان مقروض بود. اندک دوستان باقی‌مانده، آپارتمانی برای دانکن فراهم کردند. این گروه تلاش داشتند او را به نوشتن خاطراتش در قالب یک اتوبیوگرافی ترغیب کنند به امید اینکه موفقیت این کتاب بتواند به لحاظ مالی دانکن را تأمین کند.
اِسوِل استوکس که در سال‌های پایانی زندگی دانکن او را ملاقات کرده بود، در کتابش تحت عنوان ایزادورا، یک تصویر صمیمی (به انگلیسی Isadora, an Intimate Portrait) خودسری‌های عجیب او را به تصویر می‌کشد.

اتوبیوگرافی دانکن با نام زندگی من (به انگلیسی My Life) در ۱۹۲۷ منتشر شد.

## مرگ

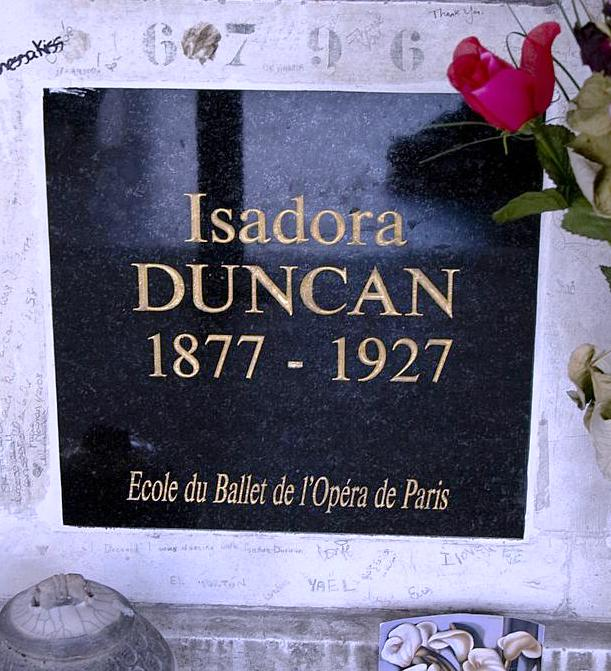
سنگ قبر دانکن در پرلاشزمرگ

دانکن در پی یک حادثه نادر رانندگی اتفاق افتاد. در ۱۴ سپتامبر ۱۹۲۷ دانکن سوار اتومبیل روباز بنوا فلاشتو، یک مکانیک خوش قیافه ایتالیایی- فرانسوی، بود. او یک شال بلند ابریشمی دور گردنش داشت که از دوستش ماریا دِستی هدیه گرفته بود. روی شال توسط رومن شالکوف، هنرمند روسی‌تبار با دست نقاشی شده بود.
عده‌ای دوستان دانکن که -ماریا دِستی در میانشان بود- گفته بودند او برای خداحافظی خطاب به آن‌ها گفته: خداحافظ دوستان من، من به سوی شکوه رهسپارم. گلنوی ویسکات، نویسنده آمریکایی در آن زمان در نیس بود داستان را طور دیگری روایت می‌کند. ویسکات که در سردخانه از جسد دانکن دیدار کرده بود، گفت دِستی برایش اعتراف کرده که در مورد خداحافظی دانکن دروغ گفته است. طبق این روایت دانکن گفته بود، من راهی عشقم! داستی این جمله را کنایه‌ای به برنامه‌ای می‌داند که دانکن و فلاشتو برای ادامه روزشان در هتل داشته‌اند، به نظر دِستی این اشاره خجالت‌آور بود.
هنگامی که فلاشتو به راه افتاد، شال دانکن که قدری باز شده بود به پره‌های چرخ اتوموبیل و محور عقب آن گیر کرد. نیویورک تایمز علت مرگ را برخورد سر دانکن به سنگفرش خیابان می‌داند که نتیجه پرتاب شدن دانکن از اتوموبیل بود. سایر منابع علت مرگ را خفگی ذکر کردند، همچنین اشاره شده که فشار ناگهانی و شدید شال به گردن دانکن، تقریباً موجب شده بود سر دانکن از تنش جدا شود. این تصادف شوم، اظهار نظر کنایه‌آمیز گرترود استاین را در پی داشت: «غر و غمزه می‌تونه خطرناک باشه.»

جسد دانکن سوزانده شد. خاکستر او را در کنار آرامگاه فرزندانش در گورستان پرلاشز پاریس قرار دادند.

## میراث

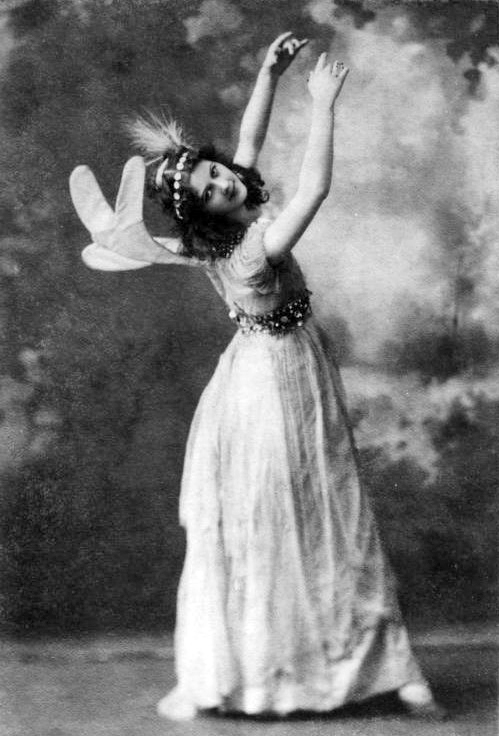
آنجلا ایزادورا دانکن

دانکن جایگاه رقص را در میان هنرها احیا کرد. او با زیر پا گذاشتن تمام عرف‌های رایج در رقص، این هنر را تا ریشه‌های دیرینش تعقیب کرد: زمانی که رقص یک هنر مقدس بود. رقص دانکن تحت تأثیر چنین ایده‌ای رشد پیدا کرد: حرکات طبیعی و آزادی که از هنرهای کلاسیک یونانی، رقص‌های محلی، رقص‌های اجتماعی، طبیعت و نیروهای طبیعی الهام می‌گرفت از لی لی کردن، جست و خیز کردن و جنبیدن‌هایی تأثیر گرفتند که دانکن از ورزش‌های نوین آمریکایی آموخته بود. لباسهای رقص او نرم و آزاد بود و حرکت و جریان را به نمایش می‌گذاشت. او پابرهنه می‌رقصید و به هنگام رقص موهایش را باز می‌گذاشت. دانکن سرزندگی نوینی به رقص تزریق کرد، سادگی ستایش شده سبک رقص او بی‌نهایت عمیق بود. اعتبار ابداع رقص مدرن از آن دانکن است.

هنر دانکن توسط آنادانکن و ایرما دانکن دو نفر از شش دختر خوانده‌اش، توسعه بیشتری یافت. تعالیم او به لوری بلیلوف ستاره نسل سوم شاگردان دانکن منتقل شد تا شهرت بین‌المللی رقص او اعتبار دوباره‌ای برای مکتب رقص دانکن کسب کند. او بنیاد رقص ایزادورا دانکن را در ۱۹۷۹ و کمپانی رقص ایزادورا دانکن را در ۱۹۸۹ تأسیس کرد. امروزه این کمپانی برجسته‌ترین رقصهای مدرن در سبک دانکن را ارائه می‌کند. رقاصان این مؤسسه در اتفاقات مهم ملی و بین‌المللی هنری با موفقیت و افتخار حضور داشته‌اند.

پافشاری دانکن در به نمایش گذاشتن حرکاتی طبیعی تر از آنچه در باله رایج بود به همراه لباسهای آزاد او به هنگام اجرا که با بیان احساسی غنی تر نیز می‌شد هنرمندان زیادی را تحت تأثیر قرار داد. مدرسه‌های رقص دانکن در اروپا تنها برای مدتی کوتاه فعال بودند اما رقصیدن به سبک او تا به امروز توسط نسل جدیدی از پیروان وفادارش ادامه دارد. این نسل جدید تحت هدایت آخرین ایزادورابل، ماریا ترزا دانکن، پرورش یافتند. ماریا ترزا، در سال ۱۹۷۷ در تأسیس نهاد بین‌المللی ایزادورا دانکن در نیویورک، مشارکت کرد. او شخصاً طراحی‌های اصیل رقصش به شاگردش ژان بریزیانی انتقال داد. ماریا ترزا در ۱۹۸۷درگذشت اما آموزش سبک و تکنیک‌های دانکن تحت هدایت بریزیانی ادامه پیدا کرد.
در ۱۹۸۷، دانکن به تالار مشاهیر ویتنی در موزه ملی رقص آمریکا وارد شد.